# بیورگارد (آلاباما)
بیورگارد (به انگلیسی: Beauregard) یک منطقهٔ مسکونی در ایالات متحده آمریکا است که در آلاباما واقع شده‌است. بیورگارد ۱۹۲٫۰۳ متر بالاتر از سطح دریا واقع شده‌است.